# 고노 모로나오
고노 모로나오(일본어: 高師直)는 일본 가마쿠라 시대 후기부터 난보쿠초 시대에 걸쳐 무로마치 막부 초대 정이대장군인 아시카가 타카우지를 섬겼던 무장으로 관료이자 정치가, 가인(歌人)이었다. 형제로는 고노 모로야스가 있다.
가마쿠라 막부 유력 고케닌(御家人)이었던 아시카가 씨의 집사(執事)로써 겐무 신정의 잡소결단소(雑訴決断所) 산반부교닌(三番奉行人) ・ 부샤도코로(武者所) 및 와소기인(窪所寄人)을 지내고 북조 정권에서 무사시노카미(武蔵守)、무로마치 막부 초대 및 제3대 집사(무로마치 막부 간레이의 전신이다) ・ 가즈사 슈고(上総守護) ・ 무사시 슈고(武蔵守護) ・ 히키쓰케노도진(引付頭人)의 관직을 지냈다. 정식 명칭은 다카시나노 모로나오(高階師直)로 통칭 '고'(高)는 혼세(本姓)로써 우지(氏) '다카시나'가 아닌 우지가바네(氏姓) '다카시나노 아손'(高階朝臣)을 줄인 표기로, 일본에서 대부분의 무장들이 자신이 소유하며 거점으로 삼은 영지의 이름을 따서 가문의 묘지(名字)를 지었던 것에 비하면 상당히 진기한 것이었다.

## 개요
모로나오는 두 차례, 15년 동안(1336–1349년、1349–1351년)에 걸쳐 무로마치 막부의 집사로써 뛰어난 행정수완을 발휘하였다. 그는 전대 겐무 정권의 고다이고 천황(後醍醐天皇)이 제정한 선구적인(하지만 당시로써는 실정과 맞지 않다는 비판도 있었던) 법 제도를 개량하여 막부에 도입, 초대 쇼군(将軍) 다카우지 아래서 무로마치 막부 초창기의 정치기구(政治機構) ・ 법 체계를 정비한 혁신파 명재상이기도 하였다. 그의 대표적인 정책으로는 집사시행장(執事施行状)의 고안 ・ 발급을 들 수 있는데, 유효한 기능을 하였다는 점에서는 일본에서 최초로 토지 급부의 강제집행 도입 사례였다고 평가받는다. 원래 가마쿠라 막부에서는 무사나 지샤(寺社)가 법적으로 획득한 은상(恩賞, 영지)의 실효지배는 현지에서 영지를 소유한 무사들이 알아서 지키도록 위임했기에 약소한 무사 ・ 지샤에서는 힘 있는 자들이 자신들의 영지를 불법으로 침략, 점거하더라도 이를 쫓아낼 방법이 없었다. 이러한 문제에 대해 겐무 정권의 고다이고 천황은 약자를 보호한다는 질서를 유지하고자 일본 최초의 은상 완행의 강제 집행을 도입하였으나(잡소결단소첩雑訴決断所牒), 수속이 번잡하였기에 원활하게 기능하지 못하였다. 이를 모로나오는 무로마치 막부의 집사로써 토지 급부의 강제집행 수속을 신청시 ・ 실행시 양방으로 간편화하여 집사시행장을 고안하였다. 이 법제 개량으로 약소 무사 ・ 지샤에 대한 구제가 보다 실효적으로 기능할 수 있었으며, 무로마치 막부의 구심력을 높이는 데 성공하였다.
나아가 무장으로써도 북조 ・ 무로마치 막부 내에서도 손꼽히는 명장으로 형제인 모로야스와 함께 겐무의 난(建武の乱)이나 남북조의 내란에서 활약하였다. 전장에서는 전통보다는 합리성을 중시하여 수급 확인 수속을 간략화하여 대규모 군사행동을 가능하게 한 분도리키리스테(分捕切捨)라는 법을 처음으로 채용하였다. 한편으로는 이와시미즈 하치만구(石清水八幡宮) ・ 요시노 행궁(吉野行宮) ・ 긴푸센지(金峯山寺) 자오도(蔵王堂) 등의 성역(聖域)에 대한 무차별적인 화공(火攻)을 감행하여 당시 구게(公家) 사회에 충격을 주었으며, 이는 모로나오에 대한 통렬한 비판으로 이어졌다. 이와쓰 전투(石津の戦い, 1338년)에서는 남조측의 구교(公卿) ・ 진수부대장군(鎮守府大将軍) 기타바타케 아키이에(北畠顕家)를, 시죠나와테 전투(四條畷の戦い, 1348년)에서는 남조의 기나이(畿内) 전력을 통솔하고 있던 구스노키 씨(楠木氏)의 도료(棟梁, 당주) 구스노키 마사유키(楠木正行)를 쳐서 무사로써의 이름과 권세를 높였다. 가메다 도시카즈는 이 이후부터 구게나 승려들이 모로나오, 모로야스 형제를 비판하게 되었다고 지적하고 있다.
그러나 혁신적인 정책과 급속한 세력 확대로 인해 쇼군 다카우지의 동생으로 막부 최고지도자였던 보수파의 아시카가 다다요시(足利直義)와 대립하였고, 나아가 은거해 있던 쇼군 다카우지도 휘말려들게 만든 아시카가 집안의 내분 간노의 소란(観応の擾乱, 1350–1352년)으로 번졌다. 한때는 다다요시를 제압하기도 했으나 최종적으로는 다다요시가 남조측으로 이반하여 무력을 회복하고 우치데노하마 전투(打出浜の戦い, 1351년)에서 패배하고 투항, 2월 26일에는 호송 중에 다다요시파였던 우에스기 요시노리(上杉能憲) 등에 의해 암살당하였다.
한편 앞서 언급한 성역 소각 사건은 당대뿐 아니라 후대에까지 확대 해석되어 군키모노가타리(軍記物) 《태평기》(太平記, 1370년경)는 신불(神仏)도 업신여기는 악역무도한 자로써 그려져 있으며, 그가 저질렀다는 갖가지 악행들이 묘사되어 있으나, 화공을 저지른 것 이외의 폭거들에 대한 것은 역사적인 근거가 없다. 역사적으로 모로나오가 저지른 것으로 확인되는 성역에 대한 화공도 공인(公人)으로써의 요청에 시달리던 상황에서 나온 고육지책으로, 모로나오 개인으로써는 경건하고 모범적인 인물이었다. 공무 외의 활동으로는 사찰에 대한 많은 기진(寄進)을 행하여 교토(京都)의 임제종(臨済宗) 사찰인 진여사(真如寺)를 재건시켰으며 이후 진여사는 무로마치 시대 교토 10찰(京都十刹)의 하나로 꼽히고 있을 정도로 성장하였다. 와카(和歌)나 서예에도 뛰어나 가인으로써 칙찬(勅撰) 와카 모음집 《풍아화가집》(風雅和歌集, 1346년)에도 그의 작품이 실렸던 등 당시 무사로써는 보기 드물게 높은 교양을 지닌 문화인이자 풍류인이었다.

## 생애
고노 모로시게(高師重)의 아들로 태어나 고 가문의 가독을 이었다. 형제인 고노 모로야스는 모로나오의 동생이라는 설(『園太暦』조와 3년 12월 18일조)과 형이라는 설(『清源寺本高階系図』)이 있는데 전자를 지지하는 쪽이 더 우세하나 가메다 도시카즈는 후자를 지지하고 있다. 모로야스는 정치 능력은 모로나오보다 높지 않았으나 무장으로써의 재능은 모로나오에 못지 않은 명장이었다. 거꾸로 모로나오 ・ 모로야스의 동생인 고노 시게모치(高重茂)는 무장으로써는 형제에 미치지 못하였으나 실무 행정능력에서는 모로나오와 같았고, 후에 히키쓰케토닌(引付頭人)이나 간토 집사(関東執事, 훗날의 간토 간레이関東管領) 등 중직을 역임하게 된다.
아시카가 다카우지의 측근으로 도막전쟁에 참가하였다. 이후 겐무 신정(建武の新政)이 시작되자, 형제 고노 모로야스와 함께 구보도코로(窪所) 및 잡무결단소(雑訴決断所)에서 부교닌으로써 정무를 담당했다.
겐무(建武) 2년(1335년) 다카우지가 고다이고 천황으로부터 나카센다이의 난(中先代の乱)을 계기로 이반하자 다카우지를 따라 가마쿠라로 내려가 겐무 3년(1336년) 2월에 규슈(九州)로 달아날 때도 따랐으며, 5월의 미나토가와 전투(湊川の戦い)에서도 다카우지와 함께 싸우는 등 시종일관 다카우지의 보좌를 맡아 힘썼다.
엔겐(延元) 3년/겐무 5년(1338년) 아시카가 다카우지가 정이대장군(征夷大将軍)에 임명되어 막부를 열자, 쇼군가의 집사로써 절대권력을 휘두른다. 고 씨(高氏)의 일족으로 사무라이도코로(侍所)나 인쇼보(恩賞方)의 요직을 점하고, 가와치(河内) ・ 이즈미(和泉) ・ 이가(伊賀) ・ 오와리(尾張) ・ 미카와(三河) ・ 에치고(越後) ・ 무사시(武蔵) 등 여러 구니의 슈고직을 맡았다.
난보쿠초 동란기에서는 겐코 3년/겐무 5년(1338년) 이즈미(和泉) 사카이(堺浦)에서 남조의 기타바타케 아키이에(北畠顕家)를 물리쳤으며 쇼헤이 3년/조와 4년(1348년)에는 시조나와테 전투(四條畷の戦い)에서 남조의 구스노키 마사쓰라(楠木正行)･마사토키(正時) 형제를 추토했고 더욱이 남조의 고무라카미 천황이 머무르고 있던 요시노(吉野)를 공격해 아노(賀名生, 현 고조 시)로 몰아냈다. 나아가 요시노 산에 불을 지르고 남조측이 요시노를 떠나 가나이(賀名生, 나라 현 고조 시)로 물러나게 하는 등 군사적 면에서도 활약하였다.
막부 내부에서는 쇼군 다카우지와 정무를 나누어 맡고 있던 다다요시와 함께 형제간의 이두정치가 운영되고, 양자간에 이해대립이 빈발하였다. 다다요시와 성격적으로 정반대였던 모로나오와 다다요시와의 대립이 차츰 깊어지면서 이는 막부를 양분하는 권력 투쟁을 초래하는 데까지 이어졌다. 다다요시의 측근이었던 우에스기 시게요시(上杉重能) ・ 하타케야마 다다무네(畠山直宗) 등의 참언으로 집사직에서 해임된 모로나오는 형제 모로야스와 함께 병사를 일으켜 교토의 다다요시 저택을 습격하였고, 다다요시가 저택을 빠져나와 형인 쇼군 다카우지의 저택으로 달아나자 이마저도 포위, 다카우지에게 다다요시의 신병을 인도할 것을 요구하면서 양자간 항쟁으로 번지게 되었다. 다카우지의 주선으로 화의가 맺어지고, 다다요시는 정무에서 은퇴해 출가하게 되었으며, 막부 내부에서 다다요시 등 모로나오와 대립했던 세력들은 일소되었다. 일설에 따르면 이 소동은 다다요시(및 그의 양자이자 쇼군의 서자 다다후유)가 아니라 다카우지의 적자 요시아키라(義詮)에게 정권을 넘겨주고자 했던 다카우지와 모로나오가 미리 사전에 합의한 상태에서 이루어진 것이었다고 하며, 사건의 배경에 대해서는 여러 가지 설이 난무하고 있어서 정설이 없다.
다다요시의 출가 후, 모로나오는 아시카가 다카우지의 적장자 아시카가 요시아키라(足利義詮)를 보좌해 실권을 장악했다. 쇼헤이(正平) 5년/간노(観応) 원년(1350년) 다다요시의 양자 아시카가 다다후유(足利直冬)의 토벌을 위해 다카우지와 함께 하리마(播磨)로 출병한 틈을 타, 아시카가 다다요시는 교토를 탈출해 남조(고무라카미 천황)에 투항했고, 남조 및 다다후유와 함께 모로나오를 주벌한다는 명분으로 거병했다. 나아가서는 아군이었던 다카우지 및 모로나오와도 본격적으로 교전을 벌이게 된다(간노의 소란).
쇼헤이 6년/간노 2년(1351년) 셋쓰국(摂津国) 우치데노하마(打出浜)에서 다다요시와 남조측에 패한 다카우지는 고 씨 형제의 출가를 조건으로 다다요시와 화의를 맺는다. 이 후, 고노 모로나오, 모로야스 형제는 교토로 호송 중, 우에스기 요시노리(上杉能憲)에 의해 셋쓰 국 무코 강(武庫川, 현 이타미 시) 강변에서 살해되었다. 향년은 알 수 없다.
공교롭게도 모로나오가 살해되고 거의 1년 뒤에 모로나오의 1주기 기일에, 모로나오와 정적으로 대립했던 아시카가 다다요시가 유폐되어 있던 가마쿠라에서 급사하였다. 때문에 모로나오의 조상을 위해 다카우지가 모로나오의 기일에 맞춰 다다요시를 독살한 것이라는 설도 존재한다. 한편 무코 강에서는 모로나오나 모로야스 형제뿐 아니라 고 일족 대부분이 살해되었다. 13세였던 모로나오의 아들 모로나쓰(師夏)도 이때 피살되었다. 또 한 명의 아들인 모로아키라(師詮)는 이때 행동을 달리하고 있었기 때문에 비극을 피할 수 있었으나, 쇼헤이 8년/분나(文和) 2년(1353년) 일어난 남조 세력과의 전투에서 사망하였다.
이로써 대대로 아시카가 집안의 필두 중신으로써 출사했고 다카우지의 일련의 결기에서도 그를 보좌해 군사적인 면에서의 실행 부대로써 중역을 맡았으며, 막부 성립 이후에도 행정업무를 맡은 집사로써 아시카가 쇼군케를 지지하면서 요직을 역임해 왔던 고 씨는 무로마치 초기에 정권 중추로부터 자취를 감추고 말았다.

## 인물

### 혁신파의 명재상으로써

#### 정력적인 정무활동
고 모로나오는 행정관 ・ 정치가로써의 실무 능력 ・ 내정 능력에 뛰어났고, 그의 주된 업적으로는 집사로써 무로마치 막부의 정치기구로의 개혁을 단행한 것이었다.
모로나오는 무투파로써 내정 능력이 높지 않았다, 는 오해도 받고 있다. 주된 이유는 물론 널리 알려진 자료인 군기물(軍記物) 《태평기》에서 포학하고 조야한 인물로써 설정되어 그려져 있다는 점이다. 나아가 그 뒤 제2차 세계대전 패전 뒤의 일본 학계에서 이루어진 남북조 시대(南北朝時代)에 대한 연구를 주도했던 사토 신이치(佐藤進一)는 주로 보수파였던 아시카가 다다요시의 업적 해명에 중심을 두고 있었기 때문에 그의 정적으로써 혁신파였던 모로나오의 행동은 다다요시에 대한 방해 행위로써 상대적으로 평가절하되었던 것이라고 가메다 도시카즈는 지적하고 있.
그러나 그 뒤의 연구의 진전으로, 실제로는 집사 재임 중에 모로나오는 뛰어난 위정자로써 정력적으로 정무를 행하였다는 것이 판명되어 있으며, 거의 200통에 달하는, 모로나오 자신이 발급한 문서가 오늘날까지 현존하고 있다.

#### 집사시행장
모로나오의 정치개혁에서 최대의 발명이자, 그의 권세가 쇼군의 동생인 아시카가 다다요시와 동등한 지위에까지 격상된 원인은, 집사시행장(執事施行状)이라는 별첨 문서의 발급이었다. 이는 쇼군이 발급한 은상 완행(宛行)의 하문(下文, 쇼군의 명령서) 즉 공적이 있는 무사나 지샤(寺社)에 토지를 급부하도록 명령하는 문서에 부속되어 이러한 수속이 제대로 실행되게끔 각국의 슈고(무가 정권의 도지사와 같은 직책)에게 전달하는 문서였는데, 그 특징은 은상 완행에 사타시쓰케(沙汰付, 강제집행)가 명해진, 다시 말해 토지 급부에 무력을 수반한 강제 집행력이 부가된 것이었다.
전의 무가정권인 가마쿠라 막부는 무사나 지샤가 은상(토지 소유권)를 따냈다 해도 그것은 해당 토지의 주인이라는 ‘대의명분’을 얻는 것뿐이고 실제 획득은 무사나 지샤의 자체 노력에 맡기게 되어 있었다. 때문에 혹여 그 토지를 불법으로 점거한 자가 막부의 명령을 무시하는 경우 약소 세력으로서는 실효 지배를 실현시키기 어려운 경우도 있었다. 남북조 시대에는 이러한 문제가 더욱 심각해져서 전투가 자주 벌어지고 신속히 은상을 지급하는 와중에 모순된 은상 완행(토지 급부)이 명령되어 버리는가 하면 또한 대상이 되는 토지가 남조 세력에 의해 강점되어 힘이 약한 무사나 지샤가 자력으로 남조측 군사를 몰아내기 어려운 일도 있었다. 모로나오는 은상 완행이 모순되지는 않는지 재확인하고 나아가 구제 처치로써 유력 무장이 아닌 무사나 소규모 지샤에게도 제대로 된 은상(토지)가 행해질 수 있도록 무력에 의한 강제 집행을 슈고에게 의무화하게 하였으며, 남조에 비해 무로마치 막부의 구심력을 높이는데 성공하였다.
이 제도는 원래 겐무 정권에서 고다이고 천황이 소송기관인 잡소결단소(雑訴決断所)를 8번제로 재편하였을 때 윤지(綸旨, 어명)의 별첨 문서 '잡소결단소첩'(雑訴決断所牒)으로 도입했던 것인데 잡소결단소첩을 얻으려면 윤지 발급으로부터 30일 이내에 신고서류를 써서 관련자료를 첨부해 제출해야 했고 나아가 첩이 발급된 뒤에도 고쿠시와 슈고 양측의 사절을 현지에 소환해야 할 필요도 있어 번잡한 제도였기에, 이념은 좋아도 현실에서는 제대로 기능하지 못했던 것으로 보인다. 고노 모로나오는 이 잡소결단소의 제3번 직원으로써 활동하였던 경력이 있었으므로 사학자 가메다 도시카즈(亀田俊和)는 이 잡소결단소첩을 힌트로 집사시행장이 발명되었던 것은 아닐까, 라고 주장하였다.
모로나오는 겐무 정권의 잡소결단소첩을 단순 모방하는 데에 그치지 않고 신고 수속을 간소화시키고(경우에 따라서는 신고 서류를 작성할 것 없이 하문 즉 쇼군의 명령서를 담당관에게 보여주기만 해도 충분하였다) 나아가 고쿠시(国司) ・ 슈고(守護) 둘이 아니라 실제 무력을 소유한 슈고에게만 시행(강제집행)을 담당하게 해서 집사시행장이 간단 ・ 신속하게 유효화될 수 있도록 개량하였다. 잡소결단소첩 외에도 모로나오는 겐무 정권의 선진적인 시스템들을 많이 개량해서 막부에 수용해 사용하였다.
또한 집사시행장의 문서 형식은 가마쿠라 막부의 싯켄(執権) ・ 렌쇼(連署)가 발행한 봉서(奉書, 명령서)인 간토미교쇼(関東御教書)와도 완전히 같은 형식을 취하고 있어 본래는 한 고케닌의 가재(家宰)에 지나지 않았던 집사라는 지위를 가마쿠라 막부의 최고 수장이자 일본의 실질적인 지도자였던 싯켄의 후계자로 위치시키는 것이기도 했다.
모로나오가 어느 기관으로부터 집사시행장을 발급하였는가 확실한 증거는 보이지 않으나, 간레이(管領) 호소카와 요리유키(細川頼之)의 시대에는 그 후계인 간레이 시행장(管領施行状)이 진세이가타(仁政方)로부터 발급되었던 흔적이 있는 점 등으로 미루어, 사학자 가메타 도시카즈는 이 기관은 아니었을까 추측하고 있다.(이 점에 대해서도 가메타 도시카즈나 야마모토 고지山本康司 사이에 논쟁이 벌어지기도 했다). 또한 '진세이'(仁政)라고 하는 도덕적 측면을 강조한 듯한 단어는 당시의 일본에서 무사들의 공적 기관에서는 통상적으로 쓰이는 것이었고, 가메타 도시카즈는 "모로나오가 강한 정의감이나 윤리관을 지니고 있었던 것을 엿보게 하는 것은 아닐까"라고 주장하고 있다.

#### 집사시행장의 영향
집사시행장의 발급은 막부뿐만 아니라 고노 모로나오 자신의 구심력도 높여주어 하나의 거대한 파벌을 형성하는데 성공하였다. 그러나 당시의 막부에서 사실상 최고 권력자였던 쇼군의 동생 아시카가 다다요시는 전시체제에서 평시체제로 이행하자는 방침이었으며, 그 자신도 가마쿠라 막부 싯켄 호조 요시토키(北条義時)나 고세이바이시키모쿠(御成敗式目)의 제정자로도 알려진 호조 야스토키(北条泰時)의 치세를 이상으로 하는 보수파의 위정자였기에 모로나오의 선진적인(어떻게 생각하면 '급진적'이라고도 할) 집사시행장을 반기지 않았고, 오코쿠(興国) 2년/랴쿠오(暦応) 4년(1341년) 10월 3일에는 무로마치 막부 추가법(追加法) 제7조에 따라 모로나오의 진세이카타의 사타시쓰케(강제집행) 권한을 자신이 지배하는 히키쓰카타(引付方)에서 접수하도록 계획하였다. 이처럼 양자의 알력이 깊어졌던 것이 간노의 소란의 주요 원인의 하나였다고 여겨지고 있다.
또한 '혁신파'로 분류되는 모로나오에게도 보수적인 면모가 있었다. 그는 아시카가 씨를 보좌하는 집사로써 교육받고 자랐기에 무사들이 품은 토지 보유에 대한 집념을 이해하지 못하는 부분이 있었고, 집사시행장에 의한 은상 배분에 실패하는 일도 있었다. 그 결과로써 다다요시를 압도할 정도의 지지를 얻지는 못했고 간노의 소란에서 패배하고 말았다.
간노의 소란에서 모로나오 자신은 죽고 집안도 몰락했지만, 이후 쇼헤이 7년/간노 3년(1352년) 9월 18일에 제정된 무로마치 막부 추가법 제16조에 의해 집사시행장(훗날의 간레이 시행장)은 무로마치 막부의 명령 계통의 기축을 이루는 시스템으로 정착하였다. 훗날 3대 쇼군 아시카가 요시미쓰(足利義満)를 보좌한 간레이 호소카와 요리유키(細川頼之)에 의해 집사와 히키쓰케토닌(引付頭人)은 통합되어 간레이(管領)라는 하나의 직책이 되었고, 모로나오가 쌓아올린 집사제도는 간레이 제도로 이어졌다. 집사시행장은 남북조 시대에 성립된 서민 지향적인 초등교과서 《쇼킨오라이》(庭訓往来)에서도 기재되어, 중세 일본인들에게 있어서 신분을 막론하고 널리 알려진 일반 교양이 되었다. 이러한 점에서 가메타 도시카즈는 모로나오를 두고 '새로운 질서의 창조를 목표로 했던 정치가'라고 평하였다.

#### 모로나오의 지지기반
사학자 사토 신이치 이래의 정설로써는 혁신파의 고노 모로나오에게는 신흥 무사층이, 보수파의 아시카가 다다요시에게는 아시카가 일문이나 막부 부교닌 ・ 지샤 세력이라는 전통적 세력들이 결집했다고 여겨져 왔다. 막부 내부에서는 가마쿠라 막부 이래의 무사층과 으레 아쿠토(悪党)라 불리는 사람들이나 소료(惣領)의 통솔 아래 들 수밖에 없었던 서자층 등으로 이루어진 신흥 무사층 등이 존재했고, 전자 및 귀족이나 지샤 등의 수구 세력이 다다요시를, 그들로부터의 압박을 배제하고 재지 지배권을 보장받고자 했던 후자가 모로나오를 지지했다는 것이다. 모로나오가 후세에 악인의 모습으로 기록된 것은 이 시대의 지식인층으로 대부분의 기록을 남겼던 귀족 ・ 지샤 세력들로 그들에게 반항하던 신흥 무사층이나 그들의 옹호자였던 아시카가 씨에 대한 반감도 들어 있다고 여겨진다.
반면 사학자 가메타 도시카즈는 아시카가 다다요시와 고노 모로나오 두 사람의 정치사상 차이와 그 지지 기반의 차이 사이에 그렇게 큰 영향 관계가 없었을지도 모른다고, 즉 양자의 대립이 양자를 지지하던 계층이 각기 달랐기 때문만은 아니었을 거라고 주장하였다. 예를 들어 아시카가 씨의 명문 중의 명문이었던 이마가와 씨(今川氏)는 다카우지파(즉 모로나오파)를 따랐고, 반대로 막부에 있어서 무투파에 해당했던 아시카가 씨의 서류 가운데 가격(家格)이 낮았던 신흥 무사층인 모모이 다다쓰네(桃井直常)는 다다요시파를 따랐다. 꼭 고노 모로나오=신흥 무사단, 아시카가 다다요시=보수 및 전통 기득권층이라는 공식이 성립하지는 않는다는 것이다. 가메타 도시카즈에 따르면 모로나오와 다다요시의 파벌이 나뉜 것은 주로 은상 문제에 있어서였다. 단순히 모로나오의 집사시행장 덕분에 은상(토지)을 받은 자는 모로나오를 따랐고, 그 제도로부터 누락되어 이익을 얻지 못하고 불만을 품은 자들은 다다요시에 붙좇았다. 여기에 더해 다다요시의 양자이자 쇼군 다카우지의 사생아였던 아시카가 다다후유의 처우를 어떻게 할 것인가에 대한 문제가 겹쳐져서 간노의 소란이라 불리는 정치 싸움이 발발한 것,이라는 것이다.

### 무장으로써의 활약상
모로나오는 생전에 이미 아시카가를 대표하는 필두 무장으로써 등장한다. 예를 들면 남조의 명장이었던 기타바타케 아키이에(北畠顕家)를 패배시키고 죽음으로 몰아간 이시쓰 전투(石津の戦い, 1338년) 이후 다카우지의 친어머니인 우에스기 기요코(上杉清子)가 친정인 우에스기 집안에 보낸 편지에서 호소카와 아키우지(細川顕氏)와 고노 모로나오가 함께 군공제일(軍功第一)이었다고 그 무용을 칭찬하고 있다(『出羽上杉家文書』). 그뒤로도 모로나오는 현대에 이르기까지 일관되게 강력한 무장으로 평가되고 있으며, 가메다 도시카즈는 모로나오가 군사적으로 너무 유능했던 점도 주위와의 알력을 낳은 한 원인이 되었던 것은 아닐까, 라고 지적하고 있다.
모로나오와 함께 무용을 칭찬받았던 호소카와 아키우지는 그로부터 10년 뒤에 구스노키 마사시게(楠木正成)의 장남으로 훗날 '소(小) 남공'(小楠公)이라 불리게 될 구스노키 마사쓰라(楠木正行)와의 전투에서 연전연패를 거듭했고, 모로나오는 그 마사유키가 나이 어리고 병력이 적음을 얕보지 않고 1만 기에서 수만 기에 이르는 막부의 총 병력이라고 해도 좋을 병력을 모아서 시죠나와테 전투(四條畷の戦い, 1348년)에서 격전을 벌인 끝에 마사쓰라를 쓰러뜨렸다.
전시뿐만 아니라, 평시의 치안 유지 능력도 높아서 겐무 정권 아래 겐무 2년(1335년) 6월 22일에 다이나곤(大納言) 사이온지 긴무네(西園寺公宗)의 반란 계획이 발각되었을 때는 부샤도코로(武者所)의 직원으로써 구스노키 마사시게와 함께 진압 작전을 맡았고, 반란을 실행에 옮기기 전에 긴무네 일파를 포박한다. 겐무 정권 아래서 부샤도코로 직원으로써 구스노키 마사시게 등 전국으로부터 모여든 뛰어난 인재와도 교류한 것은 무장(및 정치가)로써의 모로나오를 성장시키는 한 동인이 되었을 것으로 평해지고 있다.
또한 모로나오는 대규모 합전 중에 군의 기동성을 발휘시키기 위해 아키이에와의 싸움 중에는 분도리키리스테(分捕切捨)의 법을 처음으로 채용했다. 이는 전공 확인으로써 벤 적장의 목을 일체 이쿠사구교(軍奉行)에게 확인받을 때까지 간직하고 있을 필요 없이, 근처 동료들에게 확인되는 대로 그 자리에 내버리고 전투로 나가라는, 당시로써는 상당히 획기적인 법이었다는 평가를 받는 군령이었다. 적어도 엔겐 3년/겐무 5년(1338년) 2월 28일에 야마토국(大和国) 한냐자카(般若坂, 일본 나라 현 나라 시에 소재)에서 벌어졌던 한냐자카 전투(般若坂の戦い)에서 이 작전이 실행되었고, 공을 아뢰는 것이 확인되고 있다.(『周防吉川家文書』)
일반론으로는 분도리키리스테의 법의 채용은 모로나오의 합리주의자로써의 측면을 증명하는 실례로 평가된다. 다만 주의할 것은 분도리키리스테의 법에 대해서 모로나오는 그 법을 '채용'한 것이지 '고안'한 것은 아니라는 점이다. 이 법을 누가 고안해냈는지는 확실하지 않다. 일본의 사학자 가메타 도시카즈는 이 법은 사전 군의(軍議)에서 무장들에 의해 합리적으로 '고안'되어(여기에서 모로나오가 어느 정도 관여했을지도 모르지만) 당시의 아시카가 씨의 실질적인 총지휘관이었던 아시카가 다다요시가 '승인'했으며, 그 뒤 모로나오가 다다요시의 명령으로써 '채용'했다고 하는 경위의 가능성도 없는 것은 아니라고 지적하고, 분도리키리스테 법만을 가지고 모로나오의 합리성을 재단하려는 것은 신중하다고 할 수 없다、고 평하였다.

### 성지를 불사른 자

#### 이와시미즈 하치만구 화공

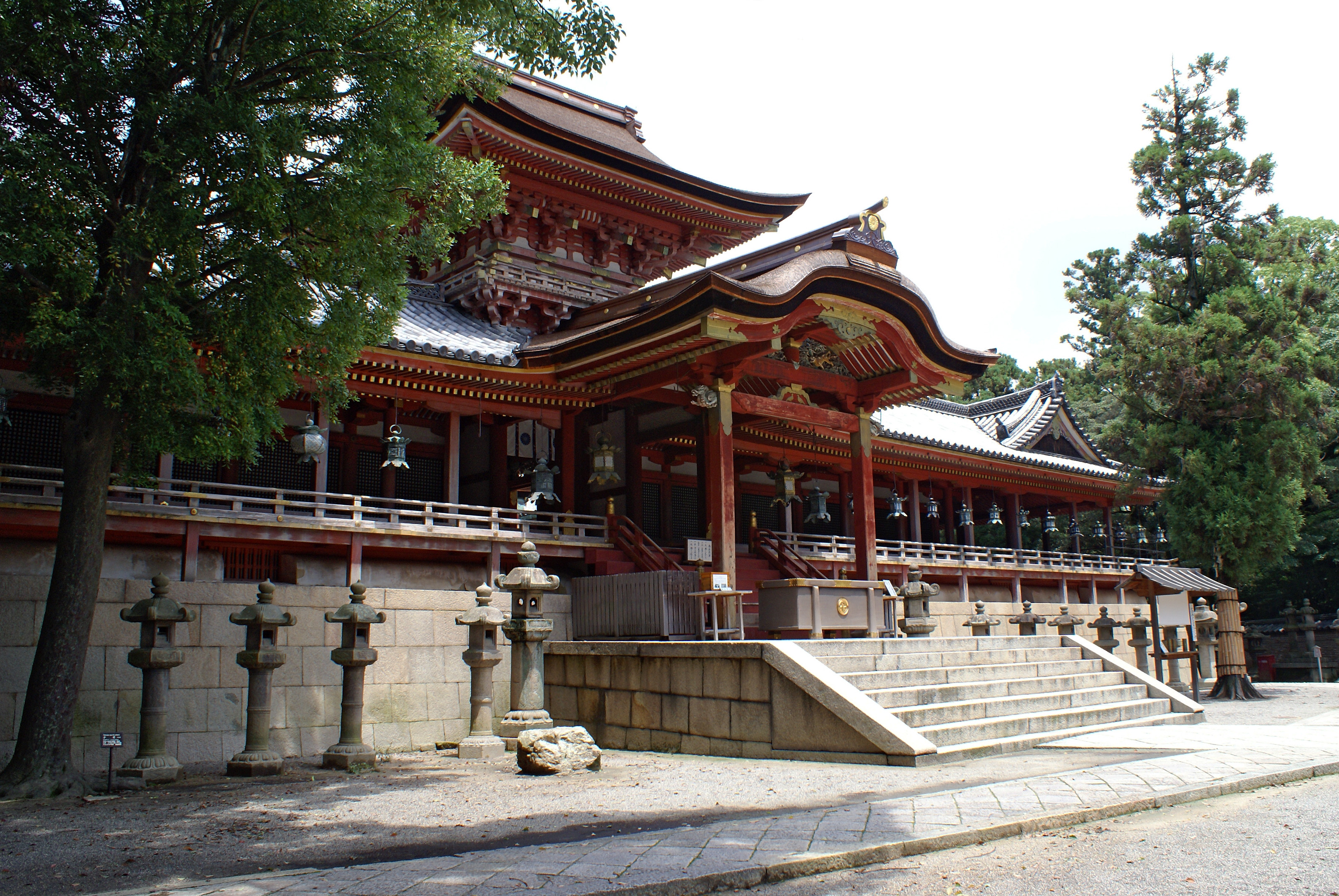
교토의 이와시미즈 하치만구. 하치만구에서 모시는 하치만 신(하치만대보살)은 세이와 겐지의 우지가미(조상신)인 동시에, 16대 오진 천황과도 동일시되었다.

엔겐 3년/겐무 5년(1338년), 남조의 기타바타케 아키이에를 격파한 고노 모로나오는 이어 교토의 난공불락의 요새였던 이와시미즈 하치만구(石清水八幡宮)에서 농성하고 있던 가스가 아키쿠니(春日顕国)를 쳐서 거의 한 달에 가까운 결사항전을 뚫고 7월 5일 심야, 이와시미즈 하치만구에 불을 질러 태워버렸다.(『中院一品記』 같은 날 등) 하치만구의 사전(社殿)들과 함께 헤아릴 수 없는 많은 신보(神宝)가 소실되었다(『菊大路家文書』).
모로나오의 성역 파괴 행위는 당시의 구게(公家) 사회를 전율케 했고, 신사(神社)나 불각(仏閣)에 대한 공격이 별로 드물지 않게 된 수십 년 뒤의 시점에 이르러서도 그 대표 사례로써 종종 거론되고 있다(기타바타케 지카후사 《신황정통기》 및 산조 긴타다三条公忠의 일기 『후우매기』後愚昧記 오안 4년(1371년) 기록 등).
모로나오의 이와시미즈 하치만구 화공이 이렇게나 비판받은 것은 이와시미즈 뿐 아니라 일본의 하치만구의 주제신(主祭神)인 하치만 대보살(八幡大菩薩)이 모로나오의 주군인 아시카가 씨가 속해 있기도 한 세이와 겐지(清和源氏)의 우지가미(氏神) 즉 조상신이었기 때문이다. 가스가 아키쿠니는 무로마치 막부의 군사들이 세이와 겐지와 연고가 있는 성역에 대한 총공격을 행하지 못할 것이라고 예상했지만, 모로나오는 이것을 무시하고 기습을 행해 승리한 것이다.
그러나 뒤집어 말하면 한 달 동안이나 총공격을 망설이는 등 모로나오의 내면에는 상당히 심리적인 갈등이 있었으리라는 추찰도 가능하다(가메타 도시카즈설). 모로나오에게 비판적인 《태평기》 등에서 방화 결행은 진퇴양난에 빠진 상태, 라는 전략상의 관점에서 어쩔 수 없었던 것으로 묘사되고 있다.

#### 요시노 행궁 ・ 긴푸센지 쟈오도 화공
이와시미즈 하치만구 사건 이후 10년 뒤, 쇼헤이 3년/조와(貞和) 4년(1348년) 1월 5일의 시죠나와테 전투에서 구스노키 마사유키를 타도한 모로나오는 1월 26일부터 30일에 걸쳐 남조의 임시 수도가 있던 요시노 행궁(吉野行宮)에 불을 질러(『방현법인기』房玄法印記 조와 4년 1월 26일조 및 30일조)、나아가 그 화재의 여파로 일본 슈겐도(修験道)의 성지였던 긴푸센지(金峯山寺)의 본당인 쟈오도(蔵王堂)도 소실되었다.(쟈오도는 아즈치 모모야마 시대인 덴쇼 19년(1592년)에 재건된 것으로 일본의 국보로 지정될 정도의 장려한 건축물이다). 《태평기》는 이 사건을 들며 "이러한 악행의 업보가 몸에 쌓여 모로나오는 당장에라도 살을 맞아 죽으리라, 그리 생각지 않는 자 없었다"(此悪行身に留まらば、師直忽ちに亡びなんと、思はぬ人は無かりけり)라고 평하였고, 모로나오의 삿된 성정을 상징하는 사건으로 묘사하고 있다.
가메타 도시카즈는 요시노 행궁 ・ 긴푸센지 화공에 대해서는 모로나오에게 망설임은 없었다고 주장하며, '합리적 정신을 발달시킨 그의 무장으로써의 성장'이라거나 '전통이나 종교적 권위에 대한 두려움이 사라졌다는 증거'라거나, 해당 부분의 해석은 독자의 판단에 맡기겠다, 고 하고 있다.
그러나 시죠나와테 전투 이후의 행군 속도에 주목해 보면 이때에도 모로나오가 작정하고 적극적으로 불을 질렀다고는 단언하기 어렵다. 시죠나와테 전투의 전장이 되었던 기타시죠(北四条, 일본 오사카 부 大東市 北条)와 요시노(吉野, 나라현 남부)는 그 정도로 떨어져 있는 거리가 아님에도 20일 이상의 일수를 들여 진군하고 있는 것이다. 이런 '부자연스럽다'고까지 할 수 있을 정도의 지체에 대해서 하나는 마사유키의 동생이었던 구스노키 마사요시(楠木正儀)가 거느리고 있던 구스노키토(楠木党)가 산악전에 강하다는 점을 염두에 두었을 것이라고 보거나(후지타 세이이치藤田精一 설) 또 하나의 이유로써는 늦어도 1월 20일까지는 모로나오는 니시다이지(西大寺)의 장로(長老)를 중개자로 해서 남조와의 화목 교섭을 시작했고(『園太暦』 같은 해 1월 20일조), 최종적으로는 교섭은 결렬되었지만 총공격 전에 화평을 위한 일정한 노력을 했던 흔적은 인정된다. 또한 요시노 함락 뒤에 모로나오는 남조의 원수(元首)인 고무라카미 천황에 대한 추격을 늦추었는데, 이에 대해 일본의 사학자 모리 시게아키(森茂暁)는 무로마치 막부는 양통질립(両統迭立)이라는 원칙을 견지하고 있었기에 막부로써는 남조를 멸망시킬 의도까지는 없었던 것은 아닐까, 라고 추측하였다.
어쨌든 요시노 행궁은 좋게 말해 행궁(임시 황궁)이지 그 실태는 공격하기는 어렵고 지키기는 쉬운 금성탕지의 군사요새로, 모로나오의 요시노 행궁 화공도 전략적인 필요에 의해 행해진 것이라는 것이다.

#### 총론
이상과 같이 모로나오가 당시의 윤리관을 짓밟고, 일본을 대표하는 문화재를 파괴한 사건을 벌였던 것, 그 행위를 사악하다고 당대 사람들로부터 비판받았던 점은 사실이다. 나아가 이들 화공 사건이 모로나오에 대한 부정적인 이미지를 형성하는 데에 일조하였던 것도 분명하다.
하지만 그것은 갈등 끝에 아시카가 쇼군케의 충실한 집사로써 오명을 쓰고서라도 그 전략적 사명을 완수한다는, 그런 각오로 행한 결단이었다는 것이다.
하지만 가메다 도시카즈는 전술적 필요성으로 지샤에 대한 파괴를 저지른 무장들은 모로나오가 처음이었던 것도 아니고 그가 유일했던 것도 아님을 지적하였다.  또한 《태평기》에는 남조의 기타바타케 아키이에도 대규모 약탈 행위를 저질렀다고 묘사되어 있고, 애초에 군키모노가타리인 《태평기》의 과장된 표현을 과장된 표현을 빼더라도, 유독 모로나오만 그러한 비판을 받는 것은 부당하지 않느냐고 지적하였다. 가메다는 모로나오의 성역 파괴 행위는 개인의 윤리관과 아시카가 쇼군케의 충실한 집사로써의 임무 수행 사이의  갈등 끝에 아시카가 쇼군케의 충실한 집사로써 오명을 쓰고서라도 그 전략적 사명을 완수한다는, 그런 각오로 행한 결단이었다고 평하였다.

### 독실한 불교 신자

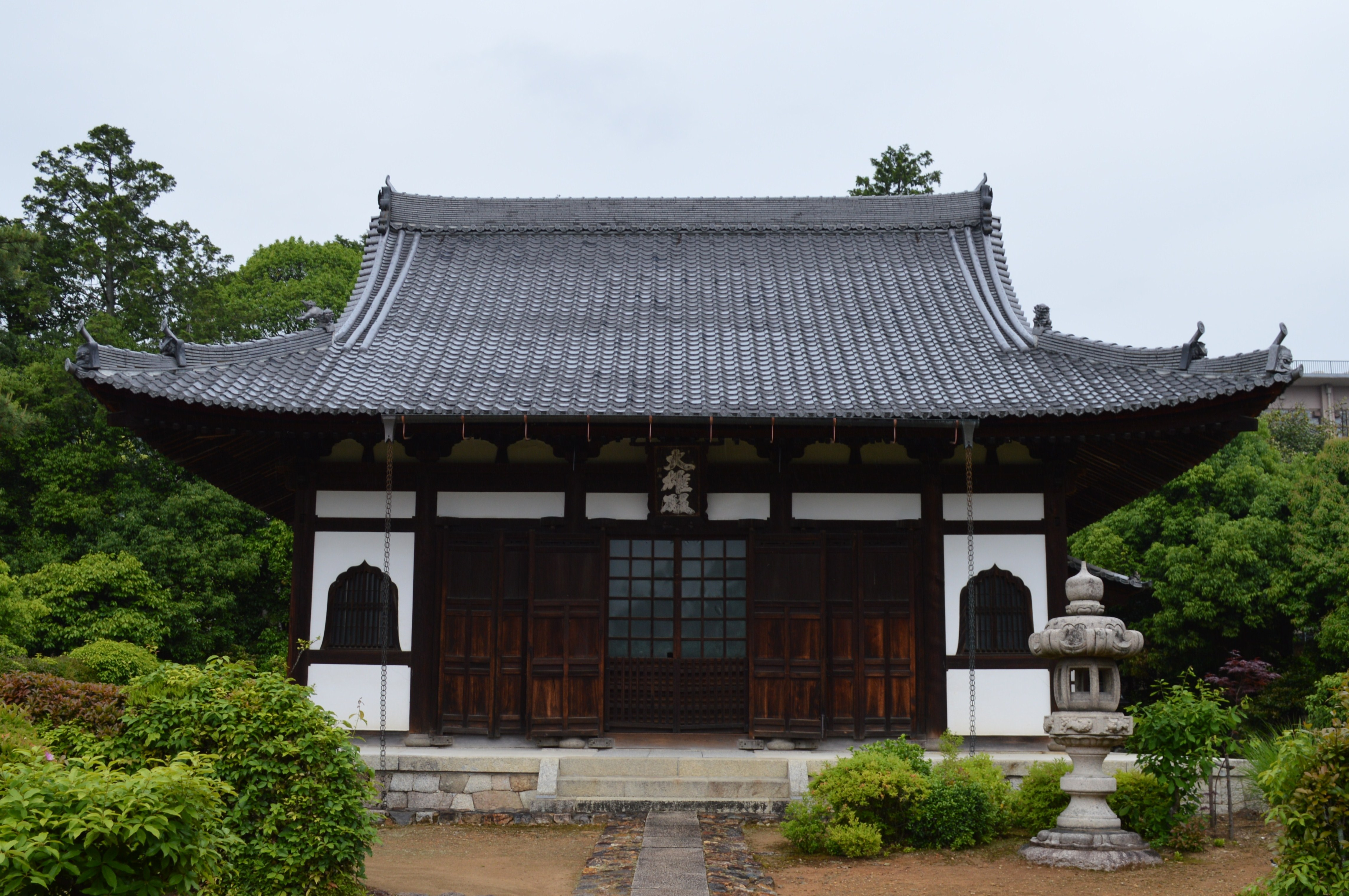
임제종 진여사의 금당. 교토 10찰의 하나로 고고쿠 3년/랴쿠오 5년(1342년)에 고노 모로나오가 재흥하였으며, 에도 시대 초기인 메이레키(明暦) 2년(1656년)에 고미즈노오 천황(後水尾天皇)이 다시 일으켰다.

신이나 부처도 두려워하지 않는 자, 로써 고노 모로나오를 묘사한 《태평기》의 사실과 자주 혼동되고 있지만 그것은 오해로, 그 행동을 살펴 보면 실제로 모로나오의 신앙심이 옅었다고는 할 수 없다. 실제 역사상에서 보면 오히려 고노 모로나오는 한 개인으로써는 신불(神仏)을 독실하게 공경하는 인물이었다.
우선 엔겐 4년/랴쿠오 2년(1339년)에 고노 모로나오는 『수능엄경』(首楞厳経)에 대한 주석으로 북송(北宋)의 화엄종(華厳宗)의 승려 자예(子璿)가 쓴 『수능엄경소주경』(首楞厳義疏注経, 1000년경 편찬)의 판본 작성을 위한 비용을 대어 출판하게 하였다.
고고쿠 3년/랴쿠오 5년(1342년)에는 고승 무소 소세키(夢窓疎石)에게 의뢰해 교토 기타 구(北区)에 임제종(臨済宗) 사찰인 진여사(真如寺)를 재건한다. 모로나오가 기진한 이 사원의 번영은 간쇼(寛正) 2년(1461년) 화재로 소실될 때까지 교토 10찰(京都十刹)의 하나로 꼽힐 정도였다(화재로 소실되었던 진여사는 그 뒤 에도 시대에 고미즈노오 천황에 의해 재건된다). 또한 고고쿠 5년/고에이(康永) 3년(1344년) 6월경에 어머니가 사망하였을 때 고노 모로나오는 임제종의 고승이자 원형석서의 저자로 알려진 승려 고칸 시렌(虎関師錬)에게 추도문 낭독을 의뢰하고 있다(다만 다다요시와의 정치 투쟁에 휘말리는 것을 위험하다고 생각했던 것인지 고칸 시렌은 이를 거절했다). 이러한 모로나오의 임제종으로의 경도는 호조 씨나 그의 주군이었던 아시카가 씨 등 당시의 무사들의 주류와 보조를 맞춘 것으로 생각되고 있다.

### 문화인으로써
당시의 무사로써 교양인으로 뛰어난 가인(歌人)이었으며 또한 서예에도 뛰어났다.
가인으로써는 칙선집(勅撰集) 『풍아화가집』(風雅和歌集, 1340년대 후반)에 그의 와카가 실리기도 했다. 그의 대표곡으로는 남조의 천재적 무장 기타바타케 아키이에를 쓰러뜨렸을 때 그에 대한 현창으로써 스미요시 대사(住吉大社)에 봉납한 “하늘이 내린 이 세상의 신께서 나오심 없이는 세상에 드높일 이름 있지 아니했으리(天くだる　あら人神の　しるしあれば　世に高き名は　あらはれにけり, 『풍아화가집』)이다. 또한 고고쿠 5년/고에이 3년(1344년)에 아시카가 다카우지 ・ 다다요시 등이 봉납한 일본 국보 『고야 산 금강삼매원 단책 와카』(高野山金剛三昧院短冊和歌)에 모로나오의 와카도 포함시키고 있다. 증조부인 고노 시게우지(高重氏)나 주군인 아시카가 다카우지도 이름 높은 무가 가인이었기 때문에 이러한 주변 환경이 문화인으로써의 모로나오를 길러냈던 것으로 생각되고 있다.
서예가로써도 뛰어났음이 사서에 남아 전하고 있으며, 일설에 따르면 2대 쇼군 아시카가 요시아키라는 모로나오의 화압(花押, 수결 즉 사인)을 모본으로 해서 자신의 화압을 디자인했다고도 한다.
일본의 3대 수필의 하나인 《쓰레즈레구사》(徒然草)의 저자 겐코 법사(兼好法師)와도 친교가 있었고, 구교(公卿)인 도인 긴카타(洞院公賢)에게 가리기누(狩衣) 착용 방법을 물었을 때, 겐코 법사를 사자로 해서 보냈다고 한다.(『園太暦』 조와 4년 12월 26일)

## 모리야 가문의 옛 소장본 기마무자상과 고노 모로나오

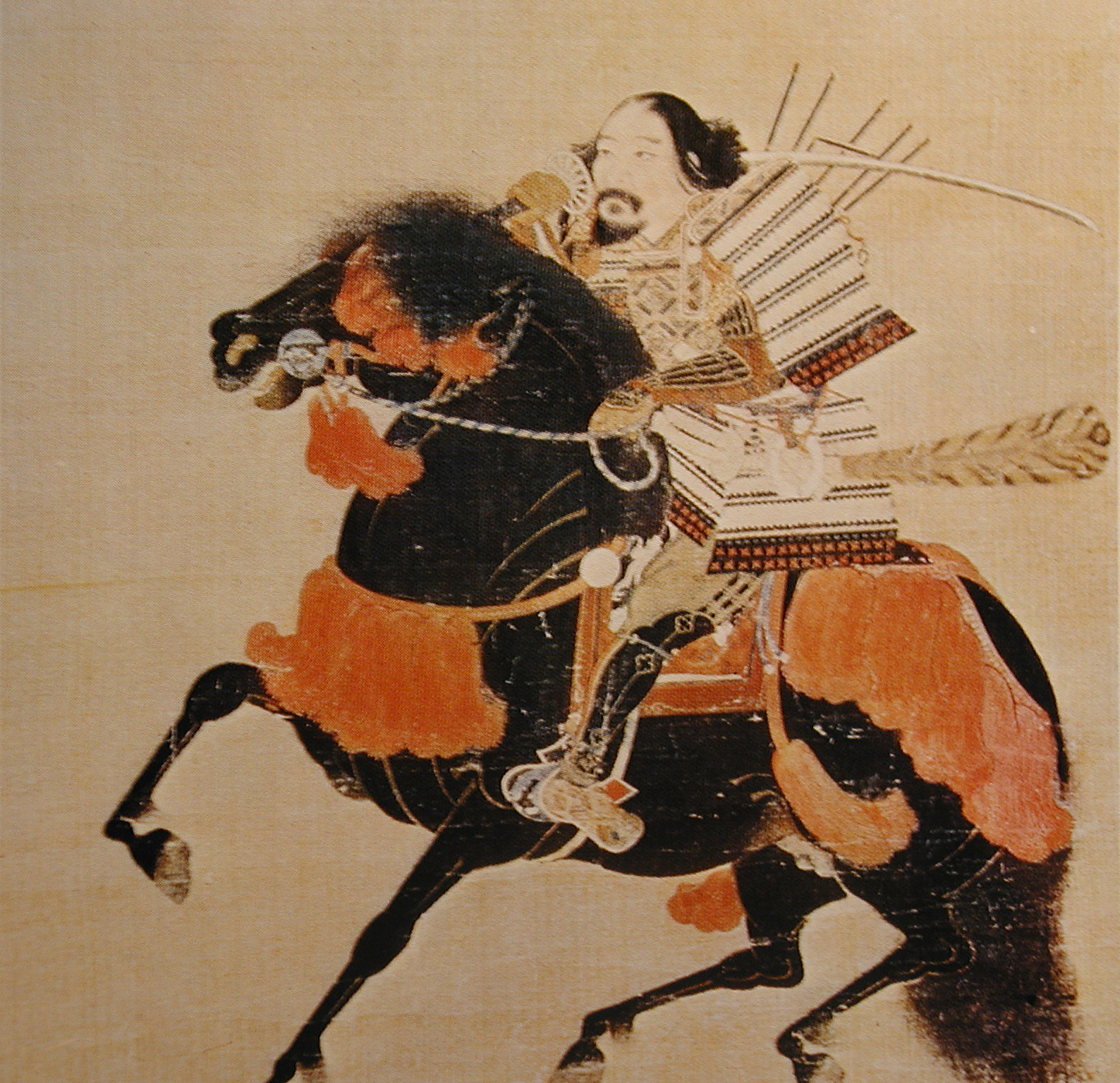
모리야가 소장 기마무자상

일본 교토 국립박물관(京都国立博物館)에 소장된 『모리야 가 옛 소장본 기마무자상』(守屋家旧蔵本騎馬武者像)은 전(傳) 아시카가 다카우지 초상화로써 일본의 역사교과서 및 일본 국외의 일본사 관련 교양 서적에도 널리 알려져 있으나, 오기노 미나히코(荻野三七彦)에 의해 그림 속의 주인공은 아시카가 다카우지라는 설이 제창된 이후 이 설에 대한 회의론이 제기되었다.
그 뒤 후지모토 마사유키(藤本正行)나 시모사카 마모루(下坂守) 등에 의해 「다카우지의 적자인 아시카가 요시아키라가 그림 속의 인물 위에 화압을 썼고, 자신보다 낮은 인물로 취급하고 있었다」(아버지의 도상에 대한 행위라고는 보기 어렵다), 「그림 속 인물이 착용한 무구에는 고 가문의 문장이 그려져 있다」는 점 등을 주된 이유로 그림의 주인공은 고노 모로나오라는 설을 제창하였다.
한편 최만년의 모로나오를 그린 것이라고 하기에는 너무 나이가 젊어 보인다는 점에서 구로타 히데오(黒田日出男)에 의해서 이 그림은 고노 모로나오 자신이 아니라 모로나오의 아들인 고노 모로아키라(高師詮)라고 보는 설도 제창되었다. 이밖에 가토 히로유키(加藤秀幸)에 의해 고노 모로나오를 그림의 주인공으로 보는 설에 대한 비판도 존재한다.
이 그림 속 주인공에 대한 비정과 관련하여 쟁점은 세 가지인데, 그림에 날인된 아시카가 요시아키라의 화압(수결), 바쿠후의 최고 수장인 세이이타이쇼군의 모습이라고 하기에는 투구도 제대로 갖추지 않고 머리는 풀어헤쳐서 칼을 걸터멘 채 차고 있는 화살도 하나 부러져 있는 등 지나칠 정도로 후줄근한 인물의 차림새, 그리고 그림 속 타치나 말갖춤에 그려진 문장이다. 앞에서 서술했듯이 요시아키라가 자신의 아버지 타카우지의 초상화 상단에 자신의 이름을 써넣는(즉 부모를 자신보다 낮게 보는) 것은 당시의 관습상 지극히 무례한 행위였다는 것이다.
해당 기마무자상의 주인공이 고노 모로나오인지 모로아키라인지에 대해서는 결론이 나지 않았으며, 고노 모로나오의 평전을 집필하기도 했던 사학자 가메타 도시카즈는 모로나오설을 지지했고, 모로나오 ・ 모로아키라 모두 생년이 확실하지 않다는 점에서 의론하는 것은 어렵고, 현창 목적으로 최전성기의 모습을 그린 것이라고 해도 이상할 것은 없다고 지적하고, 또한 그 자신의 주관이라고 하면서도 그림 속 주인공의 예리한 눈빛을 가진 강렬한 의지를 품은 모습은 일류 무장이었던 고노 모로나오에 상응하는 것은 아닌가, 라고 하고 있다.

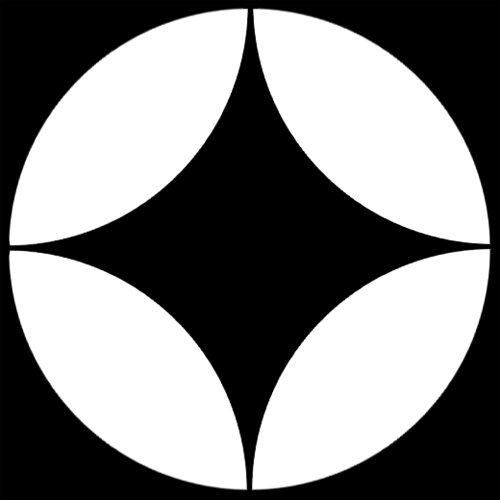
기마무자상에 그려진 칠보문(七宝紋)
당화윤위문(唐花輪違紋). 《견문제가문》(見聞諸家紋)에 실려 있는 고 집안의 문장이다.

그림 속 인물의 윤위문(輪違紋) 즉 칠보문(七宝紋)은 가운데 가라하나바시(唐花菱)라 불리는 꽃무늬가 포함이 되지 않은 것으로, 이런 도상의 윤위문은 일본에서 에도 시대가 되어서야 처음으로 나타난 것으로 여겨지고 있다. 한편으로 《견문제가문》(見聞諸家紋, 1467년－1470년 성립)에 실린 고 집안의 문장은 가운데에 가라하나바시 꽃무늬가 있는 '당화윤위문'(唐花輪違紋)으로 이 그림에 그려진 문장과는 다르며, 따라서 가라하나바시가 빠진 이 문장을 고 집안(다카시나 집안)의 문장이라고 단정할 수는 없다는 지적이 있다.

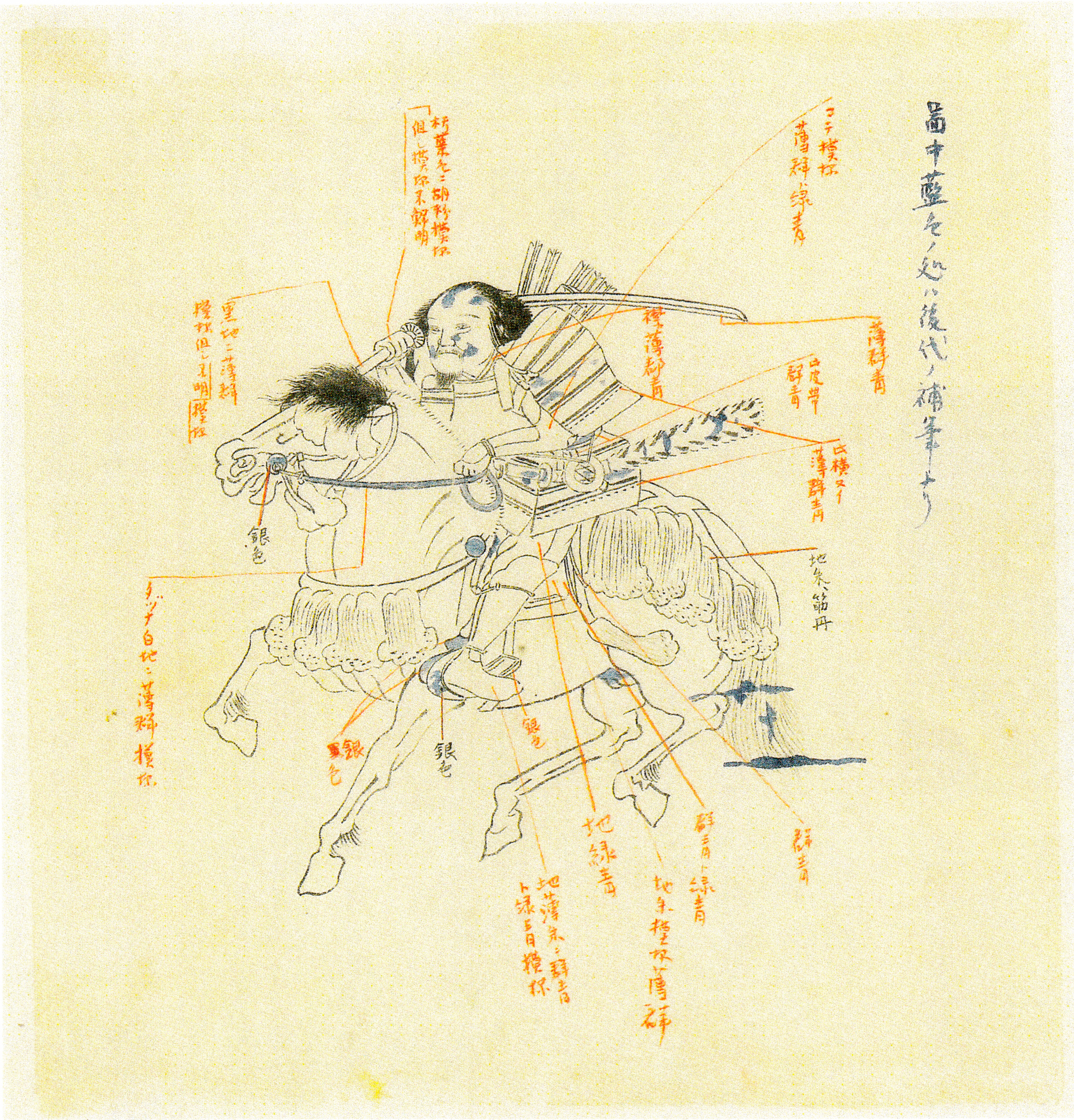
기마무자상의 모사본의 부속 자료. 문장 부분에 남색으로 보필이 있었음이 보이고 있다.

2011년에 일본 도쿄 대학 사료편찬소(東京大学史料編纂所)가 소장하고 있던 해당 기마무자상의 모사본(模写本)에 대한 수리가 이루어졌는데, 모사본은 1916년(다이쇼 5년)에 호세이 호잔(護城鳳山, 에만恵満)이 그린 것이었다. 이 모사본 수리 때에 표장에 붙여져 있었던 비망록(備忘録), 즉 메모가 발견되었다. 내용은 호세이가 모사할 당시 원본의 상황을 기록한 것으로 여겨지고 있는데 비망록에서는 기마무자상의 소묘를 그리면서 몇몇 부분에 남색으로 칠을 해서 표시를 한 다음, "그림 속의 남색 부분은 후세의 보필(가필)이라"(図中藍色ノ処ハ後代ノ補筆ナリ)고 써 두었다. 이 남색으로 표시한 부분에는 타치의 메누키(目貫)과 말갖춤의 시오데(鞖, 밀치끈)도 포함되어 있었고, 그림의 인물이 타카우지가 아니라 고노 모로나오나 고노 모로아키라 또는 고 일족의 누군가라는 설의 주요 논거였던 '輪違紋'이 실은 후세에 덧붙여졌을 가능성이 높아진 것이다.
이 비망록의 신빙성을 뒷받침하는 것으로 1990년에 교토 국립박물관 문화재보존수리소에서 우사미쇼카쿠도(宇佐美松鶴堂)가 원본의 근본 수리를 행했을 때에도 마찬가지로 문장 부분에 보필(가필)이 들어갔음이 판명되었다. 보필 부분은 엑스선 촬영으로 다른 부분보다 더 검게 나와서 확인이 가능하였다.
또한 구로다의 설에서는 그림 속 인물의 얼굴의 주름 표현이 30대라고 판단하고 고노 모로아키라라고 하였는데, 얼굴 부분에서도 보필이 들어갔음이 판명되었다. 이렇게 해서 고 일족의 누군가를 그린 것이라는 주장은 그 논거를 잃었고, 기마무자상은 누구를 그린 것이냐라는 주장의 재검토 필요성이 제기되었다.

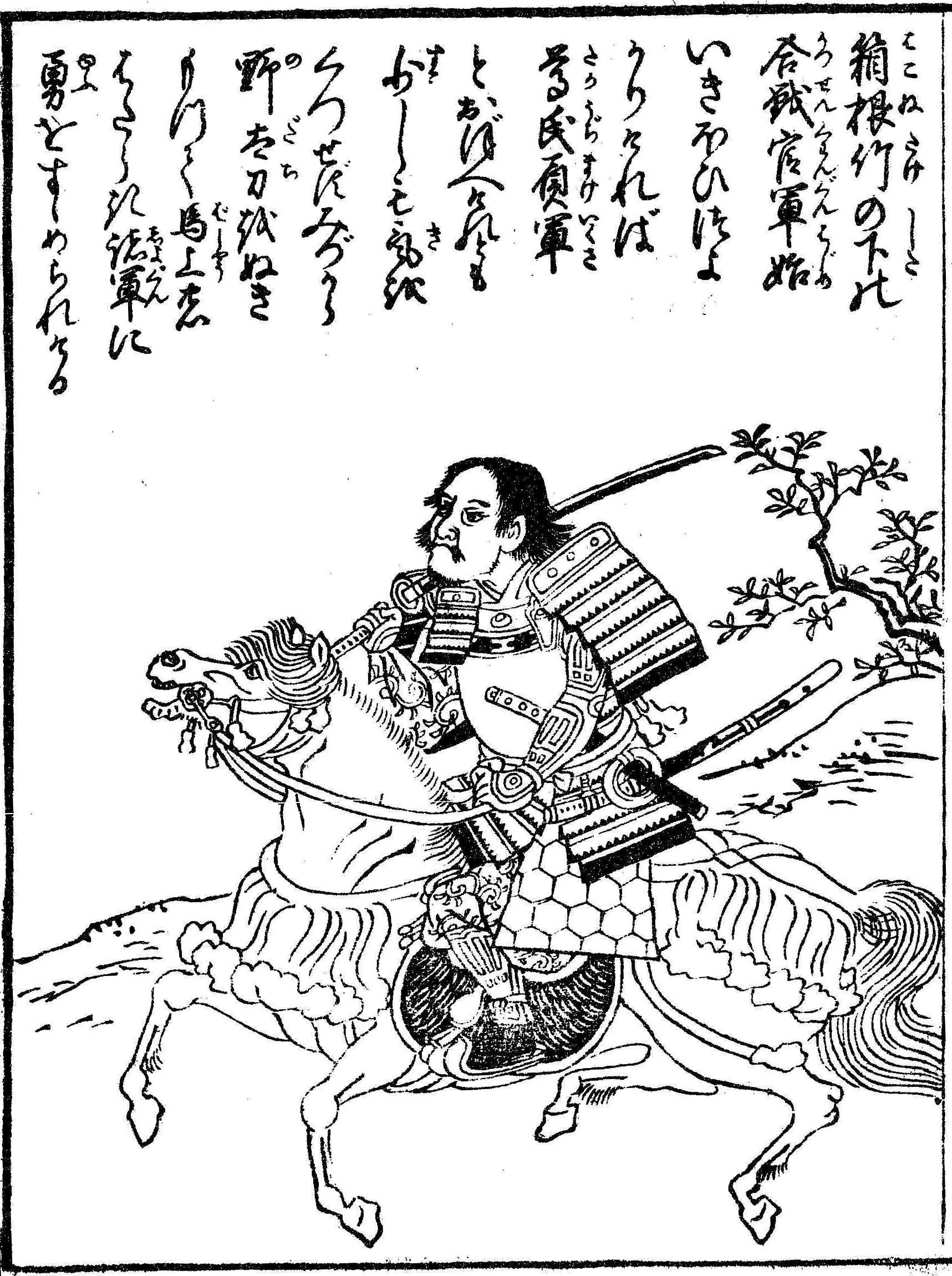
《회본무자비고》에 그려진 기마무자상과 그 사서.

아울러 그림 속 인물의 정체를 아시카가 타카우지라고 보았던 기왕의 설 역시도 새롭게 대두되었다. 종래 그림의 주인공을 타카우지라고 비정하기 어렵다고 주장하는 측의 근거 가운데 하나였던, 그림에 날인된 요시아키라의 화압(수결)에 대해서도 《무로마치 가 어안내서안》(室町家御案内書案)에 「将又等持院様軍陣御影　幅青地錦御直垂浅黄糸御鎧廿四さしたる御矢重藤御弓大クワカタ打タル御甲、栗毛なる御馬ニ（略）御影ノ上ニホウケウ院様御判居之」라고 해서, 도지인(等持院, 타카우지)의 초상화 위에 호쿄인(宝筐院, 요시아키라)이 화압(수결)을 날인한 다른 그림(아사쿠라본)이 있었음이 기록되어 있어서 그림에 요시아키라의 화압(수결)이 있다는 것만으로 단정하기는 어렵다는 지적도 제기되어 있으며 아예 그림 속 요시아키라의 화압(수결) 자체가 문장과 마찬가지로 후대에 누군가가 비슷하게 써넣은 보필(가필)일 가능성을 제기한 학자도 있었다. 현존하는 요시아키라의 화압(수결)과 비교해서 그 필획의 순서가 다르다는 것이다.
그림 속 인물의 차림새에 대해서도 《매송론》(梅松論)에서 묘사한 다타라하마 전투(多々良浜の戦い)에 임하는 타카우지의 모습과 닮아 있다는 지적이 있다. 교토로 개선한 타카우지가 이때의 자신의 모습을 화공을 시켜서 그리게 하였다는 기록도 남아 있는 점을 들어 이 그림은 타카우지를 그린 것이 맞다는 의견도 있다. 군키모노가타리 《태평기》(太平記)에 따르면 타카우지는 고다이고 천황에게 반기를 들고 천황에 의해 '조적'(朝敵)으로 몰리게 된 직후에 절에 틀어박혀서 자신의 모토유이(元結)를 잘라 버렸다고 나오는데(태평기에서는 또한 거병 당시 타카우지를 따르던 무사들이 모두 타카우지를 본받아 자신의 상투를 잘라낸 일화도 실려 있다) 기마무자상의 인물의 머리 모양은 이후 뜻을 돌려 거병했을 때의 모습을 그린 것이며, 그러한 점에서 타카우지의 초상화로 간주되어 왔던 것으로 여겨진다는 것이다.
또한 에도 시대인 간엔寛延 2년(1749년) 《회본무자비고》(絵本武者備考)에서 니시카와 스케노부(西川祐信)가 모리야본 기마무자상을 본떠 그린 그림이 확인되었다. 이는 종래 모리야본을 옮겨 그린 가장 오래된 그림으로 여겨졌던 《집고십종》(集古十種, 1800년)보다 반세기 정도 앞서는 것으로, 여기에는 기마무자상과 함께 미나모토노 오리에(源折江, 셋코)가 쓴 사서(詞書)가 붙어있다. 여기에서 "하코네, 다케노시타의 합전(箱根竹の下の合戦)에서 관군(고다이고 천황의 군)이 처음에 그 세가 강하여 타카우지가 패할 듯이 보였는데, 조금도 기죽지 않고 몸소 노타치를 휘두르며 말 위에서 분전하여 제군에 용기를 북돋았다"(箱根竹の下の合戦官軍始め いきほひつよかりければ尊氏負軍とおぼへけれとも少しも気をくつせずみづから 野太刀をぬきつて馬上の はたらき諸軍に勇をすゝめられける)라고 하여 타카우지에 대한 언급이 있음도 주목되고 있다. 그림 속 인물의 특이한 모습을 '불리한 상황에서 분전하는 모습을 그린 것'이라 덧붙인 설명은 구로이타 가쓰미(黒板勝美)나 사토 신이치(佐藤進一)의 지적보다 2백 년이 앞서는 것이기도 하다. 한편 이는 에도 시대에 이 그림의 주인공을 타카우지로 보는 인식이 좀 더 이른 시기에 존재했다는 것이지 이 그림이 처음부터 타카우지를 모델로 그려졌다는 주장을 확실하게 뒷받침하는 것은 아니다.

## 묘소
모로나오 등이 암살당한 일본 효고 현(兵庫県)의 이타미 시(伊丹市) 이케시리(池尻)1초메(丁目)에 고노 모로나오의 무덤(위령비)가 존재하고 있다. 이곳에는 모로나오의 무덤이 늦어도 에도 시대(江戸時代)인 19세기 초두에는 야마다 촌(山田村)이라는 곳에 했다는 것이 분카(文化) 3년(1806년)에 완성된 「山崎通分間延絵図」에 의해 확인되고 있다. 2020년 시점에서 현존하는 석비는 1915년(다이쇼 4년)에 마을 사람들이 세운 것인데, 그뒤 일본에서 국도 확장공사 등으로 여러 차례 위치를 옮겼으며, 최종적으로 현재의 위치에 자리를 잡았다.
또한 도치기 현(栃木県) 아시카가 시(足利市)의 고토쿠지(光得寺) 경내에는 모로나오를 「前武州太守道常大禅定門」로써 위령하는 오륜탑(五輪塔)이 존재하고 있다. 원래는 가바사키 하치만구(樺崎八幡宮)에 있었던 것이 메이지 시대(明治時代)에 폐불훼석(廃仏毀釈)으로 하치만구가 폐쇄되는 바람에 이곳으로 옮겨지게 된 것이다. 한편 이곳에는 모로나오 오륜탑 외에 아시카가 타카우지・아시카가 사다우지(足利貞氏, 타카우지의 아버지)・고노 모로시게(모로나오의 아버지)・미나미 무네쓰구(南宗継, 고 일족의 분가인 미나미 씨의 도료로 모로나오 사망 뒤에 타카우지의 측근이 되었다) 등의 오륜탑도 존재하고 있다.

## 이미지

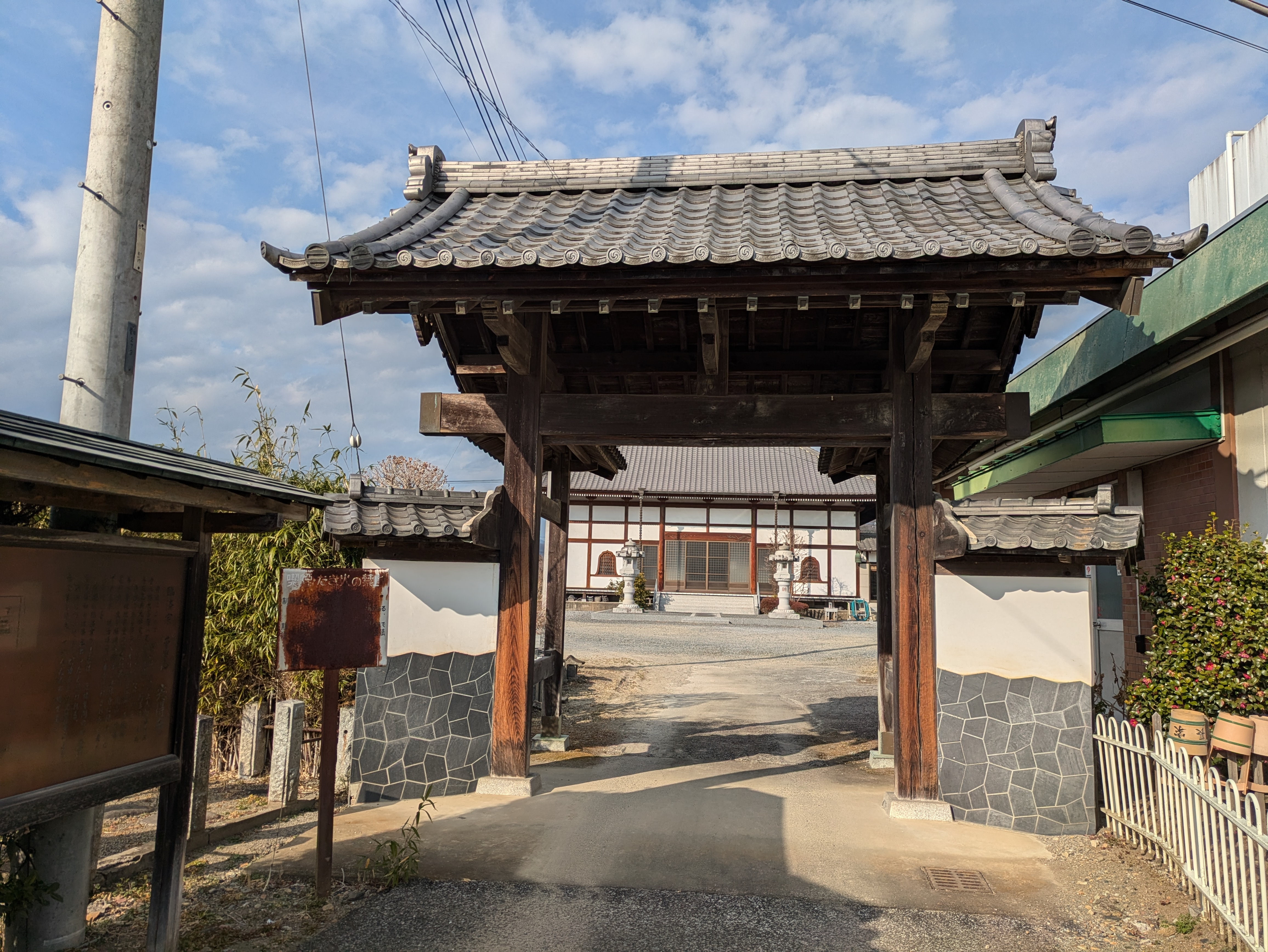
고토쿠지 산문(山門). 栃木県足利市菅田町892 소재. 오륜탑은 가바사키데라(樺崎寺)에서 옮겨온 것이다.
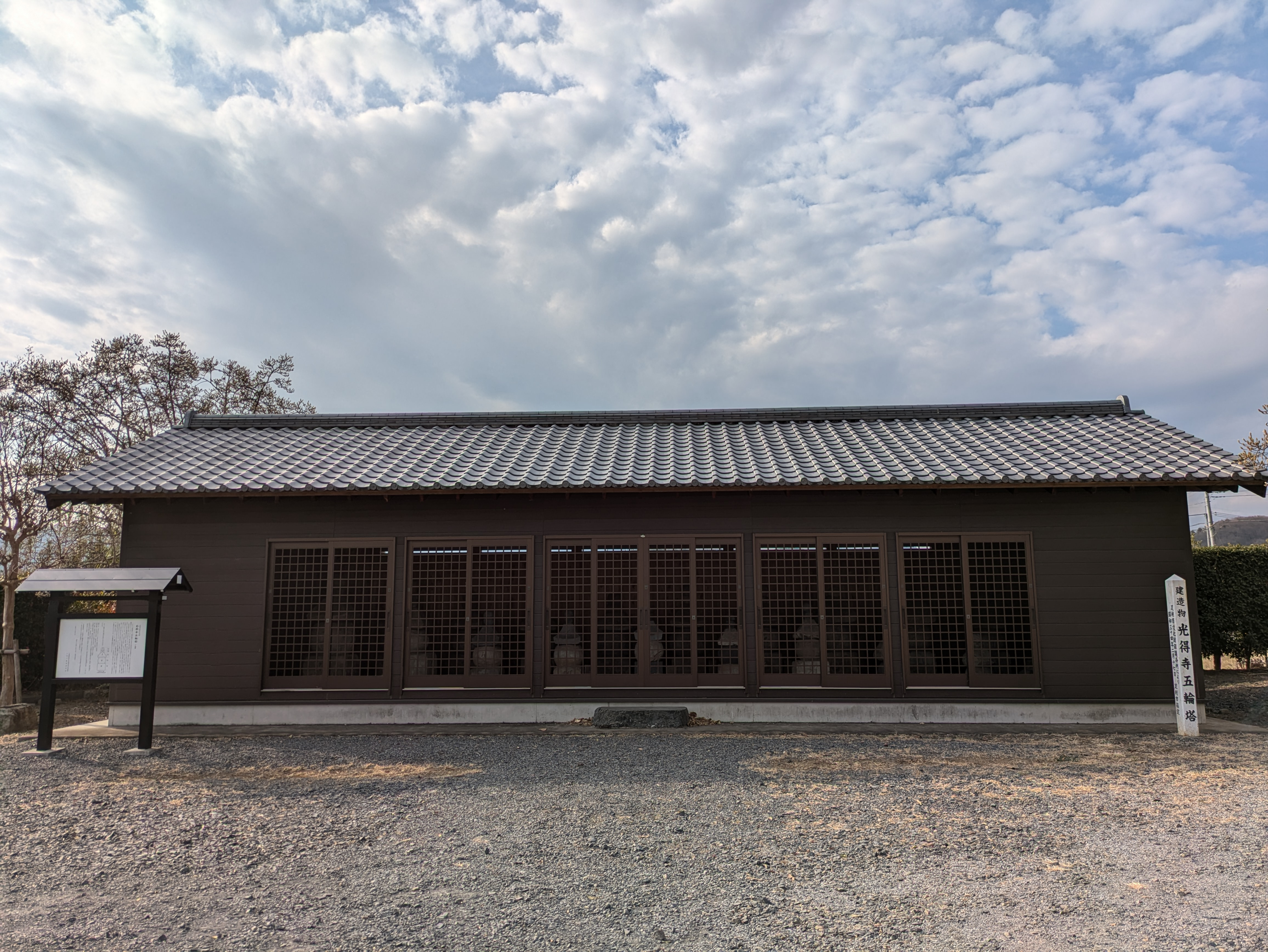
고토쿠지 오륜탑 19기. 따로 확인 가능한 법명이 아시카가 타카우지・아시카가 사다우지・미나미 무네쓰구의 것이다.
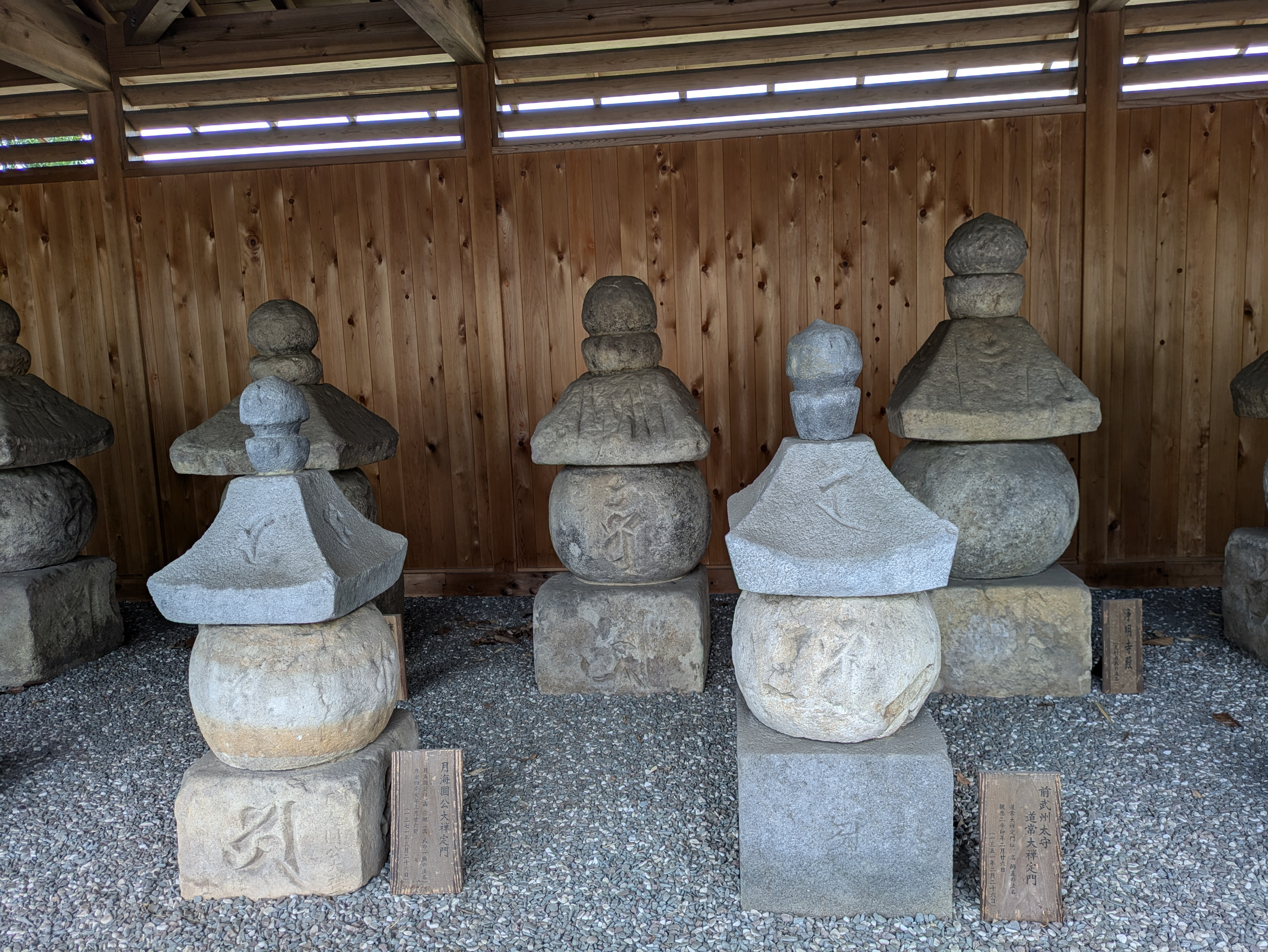
고노 모로나오 오륜탑. 고토쿠지 경내에 소재한다. '前武州太守道常大禅定門'이라고 쓰여진 목찰(木札)로 확인된다.
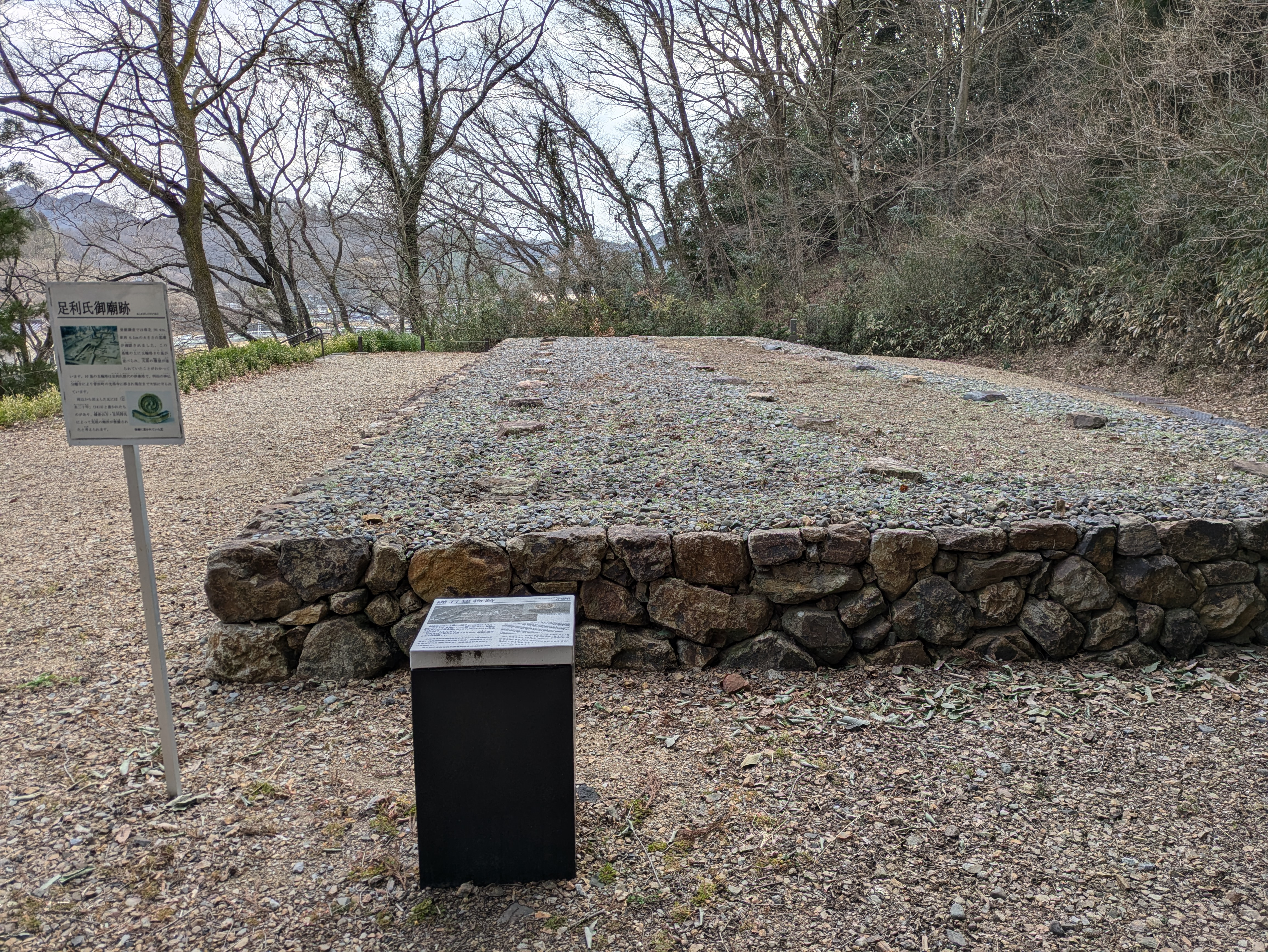
아시카가 씨 어묘 터(足利氏御廟跡). 도치기 현 아시카가 시 가바사키 정(樺崎町) 소재.

## 가계
덴무 천황(天武天皇)의 손자인 나가야 왕(長屋王)의 자손인 황족 미네오 왕(峯緒王)이 조와(承和) 11년(844년)에 신적강하(臣籍降下)하여 다카시나노 미네오(高階峯緒)라는 이름을 사용한 것이 다카시나 씨(高階氏)의 시작이었다. 11세기, 다카시나노 고레요리(高階惟頼, 고노 고레요리高惟頼) 때에 무사화하여 겐지의 동량, 미나모토노 요시이에(源義家)을 따랐으며, 우지를 「고」(高)로 사용하게 되었다. 진위를 알 수는 없으나 고레요리는 혈통상으로는 요시이에의 넷째 아들로 다카시나 씨의 양자로 들어간 것이라는 가계도도 존재한다. 고레요리의 아들 고노 고레사다(高惟貞, 고레타다惟真라고도 한다) 때부터 겐세(源姓) 아시카가 씨(足利氏) 즉 요시이에의 셋째 아들로써 시모쓰케국(下野国) 아시카가 장원에 정착해 아시카가 집안의 선조가 된 요시쿠니(義国)의 후손 가문에 중신으로 출사하였으며, 마찬가지로 시모쓰케 국 아시카가 장원에 정착했고 후지와라씨를 혼세로 하는 도세(藤姓) 아시카가 씨와의 싸움에서도 활약하였다. 늦어도 13세기 후반에는 고노 시게우지(高重氏, 모로나오의 증조부) 대부터 아시카가 씨의 집사를 세습하였다. 고안(弘安) 4년(1281년) 11월 5일자 고노 시게우지가 발급한 문서(존경각문고尊経閣文庫 소장 『무가수감』武家手鑑에 실려 있다)는 고 씨의 아시카가 씨 집사로써의 활동을 확인시켜 주는 현존 최고(最古)의 사료이다. 일본의 사학자 가메다 도시카즈(亀田俊和)는 고 씨가 고케닌(御家人) 자격을 갖게 된 것은 확실하다고 말할 수 있다고 하였다.

## 창작물 속에 등장하는 고노 모로나오

### 《태평기》 속에서

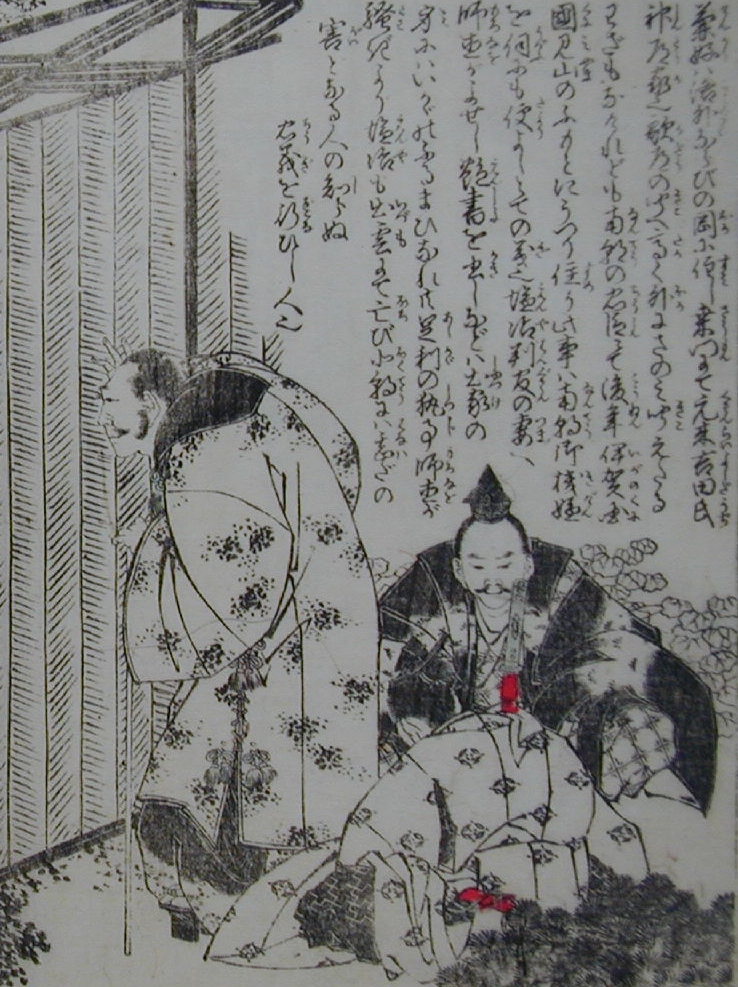
『회본 다다쓰네』(絵本忠経)에 그려져 있는 고노 모로나오. 작중에서는 엔야 다카사다(塩冶高貞)의 아내가 목욕하는 장면을 훔쳐보고 있는 호색가로써의 모로나오가 그려져 있다.

정치 투쟁에 패배한 고노 모로나오는 사후에도 폄하되어 《태평기》에서는 신이나 부처도 두려워하지 않는 악한으로 등장하고 그것이 모로나오에 대한 일반적인 이미지가 되었다.
가장 널리 알려진 일화로, 실제 사실로 오인되고 있는 것은, 일본 왕실의 권위에 대해 "왕(천황)이니 인(院, 상왕)이니 하는 것은 필요할 때나 나무나 금붙이로 만들었다가 살아나거든 그건 떠내려(유배) 보내 버려라"(王だの、院だのは必要なら木彫りや金の像で作り、生きているそれは流してしまえ)라고 발언했다(고 추측되)는 것이다. 그러나 이 발언은 실제로는 《태평기》 속에서도 고노 모로나오 본인이 직접 발언한 것이 아니라 모로나오 자신의 반대파였던 우에스기 시게요시(上杉重能) ・ 하타케야마 다다무네(畠山直宗)에게 협력하고 있던 승려 묘키쓰(妙吉)가 다다요시에 대해 '참언'하는 데서 나온 것으로, 허위 내용을 보고하는 자리에서 등장한 것이다. 사학자 가메타 도시카즈는 사료가 아닌 군기물(軍記物) 속의 한 삽화이고 그것도 그 속에서도 사실이 아니라고 분명히 언급되고 있는 에피소드가, 왜 세간에서는 사실로서 혼동되고 있는지, 이해하기 어렵다, 라고 말하고 있다.
《태평기》에서는 모로나오 외에 고곤 상황의 행차를 보고 「인(院)인지 이누(개)인지 그딴 것 내가 알게 뭐냐, 개라면 활로 쏴 버려」라며 고곤 상황의 수레를 걷어차고 활을 쏘며 행패를 부리다 참형에 처해진 도키 요리토(土岐頼遠) 등 다른 막부 고관들 가운데서도 왕실의 권위를 얕보는 인간은 적지 않았다고 그리고 있다.
고노 모로나오는 《태평기》 속에서는 비열한 소인배에 호색한으로도 그려진다. 예를 들면 고노 모로나오가 엔야 다카사다(塩冶高貞)의 처 지주노 쓰보네를 짝사랑하여 그 연애 편지를 《쓰레즈레구사》의 작가인 요시다 겐코(吉田兼好)에게 쓰게 하고, 이를 보냈으나 거절당하자 분노해서 다카사다에게 모반 혐의를 씌워 엔야 일족이 토벌당하는 결말을 맞게 했다고 그리고 있다. 그 밖에 니조(二条)의 전임 관백(関白)의 딸을 납치해 아이를 낳게 했다(훗날의 모로나오의 적자인 모로나쓰이다)라고 하는 일화도 유명하다. 또한 《태평기》이외에도 모로나오의 호색가로써의 이야기를 전하는 자료도 있다. 그러나 이러한 호색(好色)에 대한 이야기들 가운데, 사료로써 신용할 만한 가치가 있는 것은 없다.
고노 모로나오 형제는 《태평기》에 그려진 일화나 후세의 창작 등에 의해 「악역비도」(悪逆非道)의 인간으로 낙인이 찍혔다. 《태평기》의 묘사에서는 고노 모로나오가 거느리고 있던 무사의 장원 횡령을 인정해 주었다는 등의 일화도 나오는데, 장원의 횡령은 모로나오뿐 아니라 당시 무사들에게 일반적으로 보이는 행동이기도 했다. 귀족이나 지샤 세력들에 대해 협조적이었던 다다요시파의 유력 무장인 시바 다카쓰네(斯波高経) 등도 나라 고후쿠지(興福寺)의 장원을 횡령한 일로 인해 고후쿠지측이 가스가 대사의 신목(神木)을 들고 와서 강소(強訴)를 벌인 실제 사례도 존재한다.
또한 《태평기》상에서 모로나오는 마냥 악인으로만 그려져 있는 것이 아니라 그 관대함을 전하고 있다고 평가되는 일화도 있다. 시죠나와테 전투에서 구스노키 마사유키(楠木正行)의 군의 공격이 시작되었을 때, 가미야마 다카모토(上山高元, 로쿠로자에몬六郎左衛門)라는 가신이 모로나오의 진중을 찾아왔다. 가미야마는 갑옷도 걸치지 못하고 모로나오의 진을 찾아왔기 때문에 그 위기에서 벗어날 수 있도록 모로나오의 갑옷을 한 벌 주어 입게 했다고 한다. 그것을 꾸짖는 모로나오의 부하들과 다카모토가 다투는 와중에 갑옷의 주인인 모로나오가 지나가다 보고, "이제 이 모로나오를 위해 대신 일해 주려는 자에게 어찌 갑옷 한 벌을 아끼겠는가"(今、師直にかわって働いてくれようとする者に、なにを鎧一領ごときを惜しもうぞ)라고 말했고, 가미야마에게 그 갑옷을 그냥 주었다고 한다. 이후 시죠나와테 전투에서 구스노키 마사유키가 거느린 남조측 군세의 맹공격을 받아 모로나오는 궁지에 몰리게 되었다. 그러나 그때에 그 자리에 가미야마가 갑자기 나타나서 모로나오를 대신해 죽었다는 것이다.

### 태평기 이후의 고전 창작물에서
《가나데혼 주신구라》(仮名手本忠臣蔵)는 에도 시대인 겐로쿠(元禄) 연간에 있었던 이른바 아코 사건(赤穂事件)을 《태평기》의 설정에 가탁한 것으로 아사노 나가노리(浅野長矩)를 엔야 판관 다카사다(塩谷判官高貞)、기라 요시히사(吉良義央)를 모로나오로, 엔야 판관의 처에게 짝사랑을 품은 것이 발단이 된 사건으로 그리고 있다. 엔야의 「엔」(塩, 소금)는 나가노리의 영지였던 아코(赤穂)의 특산품, 고노 모로나오의 「고」(高)를 요시히사의 역직인 「고게」(高家)에 빗댄 것이다. 모로나오와 요시히사는 영지인 미카와로도 연관되어 있다.
한편 역사에서의 고 씨와 기라 씨는 고에이 4년(1345년) 아시카가 다카우지에 의해 이루어진 덴류지(天龍寺) 공양과 메이토쿠(明徳) 3년(1392년)에 아시카가 요시미쓰(足利義満)에 의한 쇼고쿠지(相国寺) 공양 때, 두 번에 걸쳐 수병(随兵) 서열을 놓고 다툼을 벌였다고 전해지며, 모두 쇼군 아시카가 씨의 일문인 기라 씨가 상위라는 것으로 결론을 내게 되었다고 하는데, 전자의 경우는 고노 모로나오가 건재하고 있었으나, 실제로 트러블이 있었던 것은 그의 일족인 고노 모로카네(高師兼)였다.

### 현대의 작품
희곡
- 다니자키 준이치로(谷崎潤一郎) 『顔世』

소설
- 구마가와 단(球磨川淡) 「高師直」（『大衆文藝』収録、新鷹会、1962年）
- 아베 류타로(安部龍太郎) 「師直の恋」「狼藉なり」（文藝春秋『室町花伝』／文春文庫『バサラ将軍』収録、1995年）
- 다카하시 나오키(高橋直樹) 「葛の楠木」「悪名」（『異形武夫』収録、新潮社、2001年）
- 이토 준(伊東潤) 「野望の憑依者」（徳間書店、2014年）
- 가키네 료스케(垣根涼介) 『極楽征夷大将軍』（文藝春秋、2023年）

영화
- 『아쿠토』(悪党, 도호, 1965년) 배역: 小沢栄太郎 - 원작은 다니자키 준이치로의 희곡이다.

TV 드라마
- 『태평기』（NHK대하드라마, 1991년) 배역: 에모토 아키라(柄本明)

무대
- 桜嵐記（宝塚歌劇・月組公演）　(2021년, 배역: 시바카도 유리야紫門ゆりや)

만화
- 가와베 마사미치(河部真道)『밴디트 - 위전 태평기』(バンデット -偽伝太平記-, 고단샤「モーニング」 연재, 2016년 - 2017년)
- 마쓰이 유세이(松井優征) 『도망을 잘 치는 도련님』(슈에이샤 「週刊少年ジャンプ」 연재、2021년 - ）

### 내용주
1. ↑  예를 들어 조정의 국가사업이었던 칙찬(勅撰) 와카 모음집 《풍아화가집》(風雅和歌集)에서는 모로나오의 이름을 「高階師直」로 기재하고 있다. 본서에는 모로나오의 와카가 수록되었다.
2. ↑  가마쿠라 시대 중기까지는 스케모리류(資盛流) 헤이시(平氏) 출신으로 싯켄 호조 도쿠소케(北条得宗家)의 내관령(内管領) 다이라노 요리쓰나(平頼綱) 등 묘지(名字)를 가지지 않고 혼세로 통용되는 무사들이 일정수 존재했으나 요리쓰나의 종형제 자손은 가마쿠라 말기 나가사키 씨(長崎氏)라는 묘지(名字)를 사용하고 있었기 때문에 남북조 시대에 있어서도 평생 묘지를 가지지 않았던 고 모로나오는 상당히 특이한 사례에 해당한다.[5] 일본의 사학자 가메다 도시카즈(亀田俊和)는 토지를 다스리는 것보다도 주군(主君) 아시카가 집안의 보좌를 우선으로 했던 집사 가문으로써 다카시나 씨의 성격을 보여주는 것이 아닐까, 라는 추측하였다.[5]
3. 1 2  사타시쓰케(沙汰付) 즉 강제집행 그 자체는 가마쿠라 후기에 소무사태(所務沙汰) 즉 토지의 '보유', '침해 배제'에 관한 소송에 대한 사절 준행으로써 이미 제정되어 있었다. 다만 은상 완행(宛行) 즉 새로운 토지 「급부」라는 국가의 최중요 안건에 대한 강제집행은 겐무 정권 ・ 무로마치 막부가 일본 역사상 최초였다.[6]
4. ↑  완행(宛行)은 일본어로 「아테오코나이」(あておこない) 또는 「아테가이」(あてがい)라고도 읽으며, 토지 급부를 가리킨다.
5. ↑  엄밀하게 말하면, 《태평기》에서의 모로나오와 엔야 다카사다의 아내의 일화에 등장하는, 고노 모로나오의 가신 야쿠시지 긴요시(薬師寺公義)의 와카는 실제 창작으로, 실제로는 그의 개인 문집 《원가법사집》(元可法師集) 259번에 수록되어 있다. 다만 《원가법사집》 원문에는 「어떤 사람」(ある人)를 위해 대작한 것이고, 고노 모로나오와 엔야 다카사다의 이름은 일절 기록되어 있지 않다.